# ハンス・ルートヴィヒ・カッツ
ハンス・ルートヴィヒ・カッツ（Hanns Ludwig Katz、1892年7月24日 - 1940年11月17日）はユダヤ人の父親を持つドイツの表現主義の画家である。

## 略歴
カールスルーエで生まれた。父親はユダヤ人のジャーナリストであった。高校を卒業し、1912年にパリに滞在し、アンリ・マティスの工房を訪れた。1913年にドイツに戻り、1918年まで、カールスルーエ、ハイデルベルク、ミュンヘンで美術史や建築、文学、美術を学んだ。1914年から画家として働き、新しい美術家を支援したベルリンのパウル・カッシーラーの画廊の展示会に自画像を出展し、注目された。
表現主義の画家、マックス・ベックマン(1884-1950)の作品や「新即物主義」の影響を受けた作品を描いた。批評家のマックス・オズボーン(Max Osborn)に評価された。
熱心なバイオリン演奏者でもあったカッツは1920年にピアニストと結婚し、フランクフルトに移った。1920年には、フランクフルトで1年ほど、エミール・ベッツラー(Emil Betzler)、ゴットフリート・ディール(Gottfried Diehl)と「Gruppe Ghat」という美術家共同組合のようなグループを設立し活動した。
1923年にドイツが不況に陥ると、塗装会社を設立し、自ら働き、ユダヤ人青年を訓練して雇った。1927年に建てられたフランクフルトの邸では妻が時々コンサートを開き、彫刻家のエルカン(Benno Elkan)や美術史家のクラウトハイマー(Richard Krautheimer)らがいつも訪れた。
フランクフルト美術振興協会(Frankfurter Künstlerhilfe)によって多くの作品が買い上げられた。1933年からフランクフルト・ユダヤ文化協会(Jüdischen Kulturbund Frankfurt)の活動に参加した。妻が亡くなった後の1935年にユーゴスラヴィアにユダヤ人入植地設立の計画を立てるが実現しなかった。ナチスの台頭とともに、ユダヤ人としてドイツに留まる危険を感じ、1936年に事業を放棄し、邸を売り、南アフリカに移った。1937年にカッツの作品はナチスによって「退廃芸術」に指定され、公共の美術館から押収され、多くが破壊された。
南アフリカで風景画などを描いたが1940年にヨハネスブルクで亡くなった。

## 作品

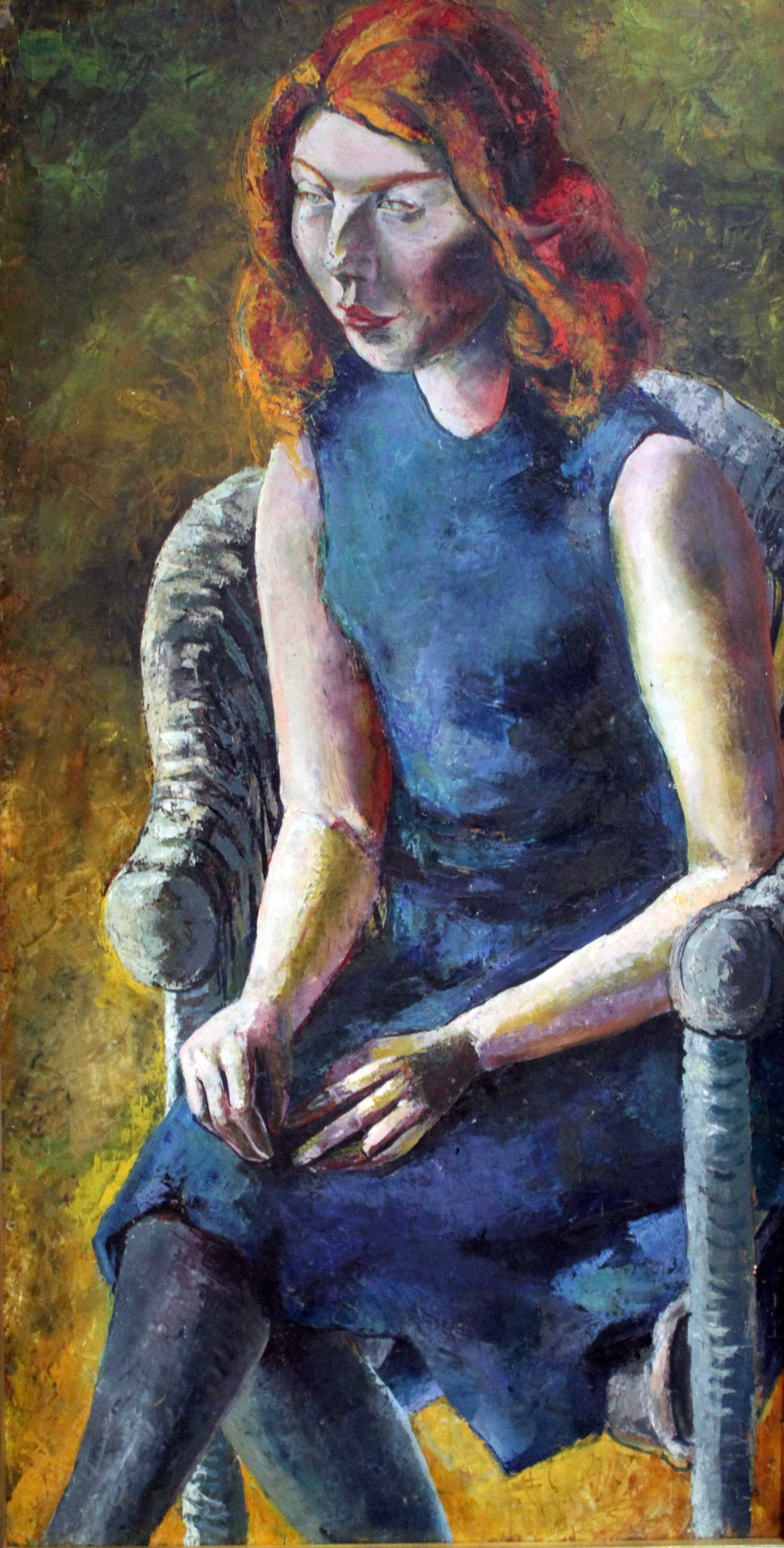
椅子に座る女性(1933) シュテーデル美術館蔵
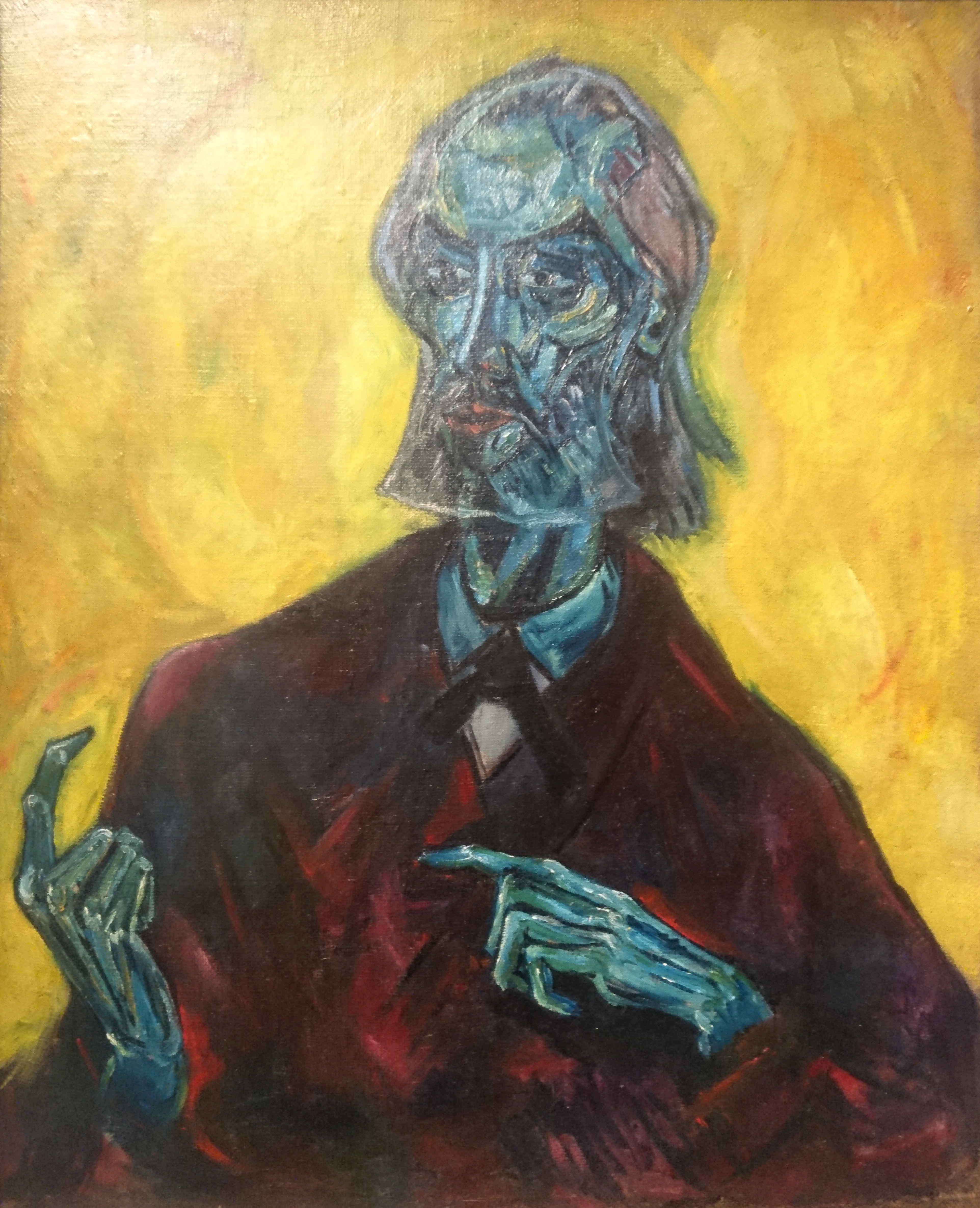
グスタフ・ランダウアーの思い出(1919/1920) ベルリン・ユダヤ博物館蔵
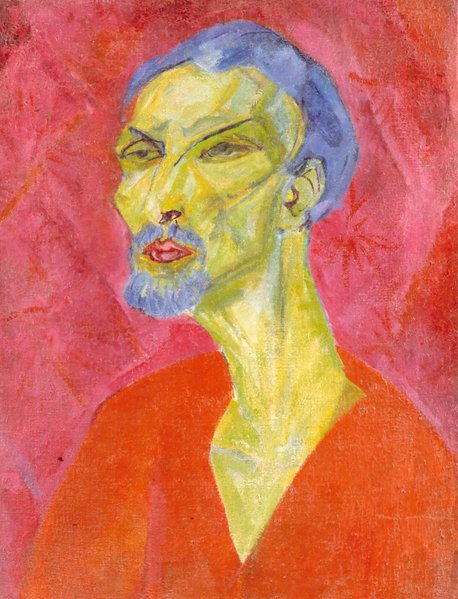
肖像画(1920)
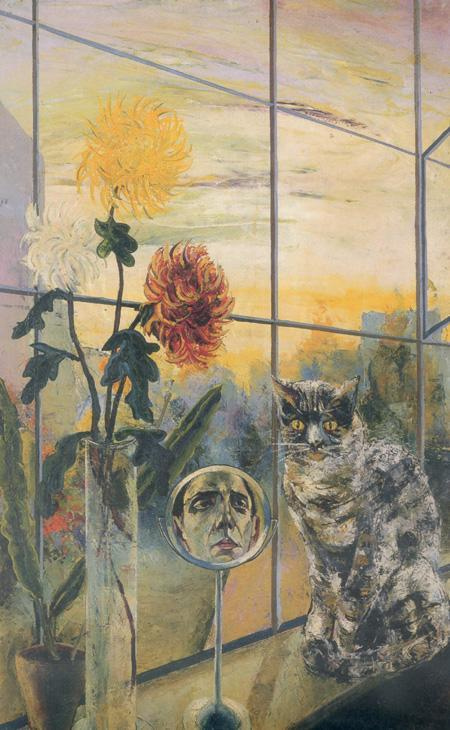
窓辺の鏡に映る自画像